# Forum Suarium
Il Forum Suarium era il mercato della carne suina di Roma imperiale, collocato nella parte nord del Campo Marzio nella VII regio augustea, non lontano dall'attuale piazza Santi Apostoli.
La presenza del mercato ci è tramandata da due iscrizioni databili all'inizio del II secolo (CIL VI, 3728=31046, 9631) e in documenti più tardi. L'amministrazione del luogo era sovrintesa dal prefetto o da un suo ufficiale (CIL VI, 1156).